# Puchar Zdobywców Pucharów w piłce siatkowej (1983/1984)
Puchar Europy Zdobywców Pucharów siatkarzy 1983/1984 – 12. sezon Puchar Europy Zdobywców Pucharów rozgrywanego od 1972 roku, organizowanego przez Europejską Konfederację Piłki Siatkowej (CEV) w ramach europejskich pucharów dla męskich klubowych zespołów siatkarskich „starego kontynentu”.

## Drużyny uczestniczące
| Państwo        | Drużyna                     |
| -------------- | --------------------------- |
| Austria        | Sokol Wiedeń                |
| Belgia         | Kruikenburg                 |
| Bułgaria       | Lewski-Spartak Sofia        |
| Czechosłowacja | Vysoke Skoly Praga          |
| Finlandia      | Rantaperkio Tampere         |
| Francja        | Asnieres Paryż              |
| Grecja         | PAOK Saloniki               |
| Hiszpania      | Son Amar Mallorca           |
| Holandia       | Brother Martinus Amstelveen |
| Izrael         | Hapoel Kefar Sawa           |
| Jugosławia     | Bosna Sarajewo              |
| Luksemburg     | Aris Bonnevoie              |
| Norwegia       | KFUM Volda                  |
| Portugalia     | Leixoes Matosinhos          |
| RFN            | Hamburger SV                |
| Szwajcaria     | Servette Genewa             |
| Szwecja        | Sollentuna                  |
| Turcja         | Hisar Bank Marsan           |
| Węgry          | Honved Budapeszt            |
| Włochy         | Robe di Kappa Turyn         |

## Runda wstępna
| Data | Drużyna 1                   | Wynik | Drużyna 2                   | Sety |
| ---- | --------------------------- | ----- | --------------------------- | ---- |
|      | Brother Martinus Amstelveen | 3:0   | Hapoel Kfar Saba            |      |
|      | Hapoel Kfar Saba            | 0:3   | Brother Martinus Amstelveen |      |
|      |                             |       |                             |      |
|      | Servette Genewa             | 0:3   | Sokol Wiedeń                |      |
|      | Sokol Wiedeń                | 3:0   | Servette Genewa             |      |
|      |                             |       |                             |      |
|      | Rantaperkio Tampere         | 3:0   | KFUM Volda                  |      |
|      | KFUM Volda                  | 0:3   | Rantaperkio Tampere         |      |
|      |                             |       |                             |      |
|      | Leixoes Matosinhos          | 3:0   | Aris Bonnevoie              |      |
|      | Aris Bonnevoie              | 0:3   | Leixoes Matosinhos          |      |

## 1/8 finału
| Data | Drużyna 1                   | Wynik | Drużyna 2                   | Sety |
| ---- | --------------------------- | ----- | --------------------------- | ---- |
|      | Sokol Wiedeń                | 0:3   | Rantaperkio Tampere         |      |
|      | Rantaperkio Tampere         | 3:0   | Sokol Wiedeń                |      |
|      |                             |       |                             |      |
|      | Robe di Kappa Turyn         | 3:0   | Vysoke Skoly Praga          |      |
|      | Vysoke Skoly Praga          | 3:2   | Robe di Kappa Turyn         |      |
|      |                             |       |                             |      |
|      | Hisar Bank Marsan           | 3:0   | Leixoes Matosinhos          |      |
|      | Leixoes Matosinhos          | 3:2   | Hisar Bank Marsan           |      |
|      |                             |       |                             |      |
|      | PAOK Saloniki               | 0:3   | Son Amar Mallorca           |      |
|      | Son Amar Mallorca           | 3:0   | PAOK Saloniki               |      |
|      |                             |       |                             |      |
|      | Asnieres Paryż              | 3:2   | Sollentuna                  |      |
|      | Sollentuna                  | 2:3   | Asnieres Paryż              |      |
|      |                             |       |                             |      |
|      | Bosna Sarajewo              | 3:2   | Honved Budapeszt            |      |
|      | Honved Budapeszt            | 3:1   | Bosna Sarajewo              |      |
|      |                             |       |                             |      |
|      | Lewski-Spartak Sofia        | 3:0   | Hamburger SV                |      |
|      | Hamburger SV                | 3:0   | Lewski-Spartak Sofia        |      |
|      |                             |       |                             |      |
|      | Brother Martinus Amstelveen | 3:1   | Kruikenburg                 |      |
|      | Kruikenburg                 | 0:3   | Brother Martinus Amstelveen |      |

## Ćwierćfinały
| Data | Drużyna 1                   | Wynik | Drużyna 2                   | Sety                              |
| ---- | --------------------------- | ----- | --------------------------- | --------------------------------- |
|      | Rantaperkio Tampere         | 0:3   | Robe di Kappa Turyn         | 12:15, 10:15, 10:15               |
|      | Robe di Kappa Turyn         | 3:1   | Rantaperkio Tampere         | 15:10, 16:18, 15:7, 15:5          |
|      |                             |       |                             |                                   |
|      | Hisar Bank Marsan           | 3:2   | Son Amar Mallorca           | 10:15, 15:11, 15:13, 13:15, 15:10 |
|      | Son Amar Mallorca           | 3:0   | Hisar Bank Marsan           | 15:6, 15:1, 15:2                  |
|      |                             |       |                             |                                   |
|      | Asnieres Paryż              | 3:1   | Honved Budapeszt            | 15:7, 8:15, 15:10, 15:11          |
|      | Honved Budapeszt            | 3:1   | Asnieres Paryż              | 8:15, 17:15, 15:13, 15:!2         |
|      |                             |       |                             |                                   |
|      | Lewski-Spartak Sofia        | 3:2   | Brother Martinus Amstelveen | 10:15, 13:15, 15:13, 15:9, 15:8   |
|      | Brother Martinus Amstelveen | 3:1   | Lewski-Spartak Sofia        | 15:9, 5:15, 15:6, 15:9            |

## Turniej finałowy
Innsbruck
Wyniki
| Data  | Drużyna 1           | Wynik | Drużyna 2                   | Sety                             |
| ----- | ------------------- | ----- | --------------------------- | -------------------------------- |
| 24.02 | Robe di Kappa Turyn | 3:1   | Son Amar Mallorca           | 15:5, 6:15, 15:9, 15:8           |
| 24.02 | Asnieres Paryż      | 3:1   | Brother Martinus Amstelveen | 8:15, 15:8, 15:13, 15:13         |
|       |                     |       |                             |                                  |
| 25.02 | Robe di Kappa Turyn | 3:1   | Asnieres Paryż              | 14:16, 15:7, 15:8, 15:2          |
| 25.02 | Son Amar Mallorca   | 3:2   | Brother Martinus Amstelveen | 15:12, 15:11, 10:15, 11:15, 15:6 |
|       |                     |       |                             |                                  |
| 26.02 | Son Amar Mallorca   | 3:2   | Asnieres Paryż              | 16:14, 15:7, 10:15, 13:15, 15:6  |
| 26.02 | Robe di Kappa Turyn | 3:0   | Brother Martinus Amstelveen | 15:6, 15:6, 15:7                 |

Tabela
| Lp. | Drużyna                     | Pkt | Mecze | Mecze | Mecze | Sety | Sety | Sety  |
| Lp. | Drużyna                     | Pkt | M     | W     | P     | wyg. | prz. | ratio |
| --- | --------------------------- | --- | ----- | ----- | ----- | ---- | ---- | ----- |
| 1   | Robe di Kappa Turyn         | 6   | 3     | 3     | 0     | 9    | 2    | 4.500 |
| 2   | Son Amar Mallorca           | 5   | 3     | 2     | 1     | 7    | 7    | 1.000 |
| 3   | Asnieres Paryż              | 4   | 3     | 1     | 2     | 6    | 7    | 0.857 |
| 4   | Brother Martinus Amstelveen | 3   | 3     | 0     | 3     | 3    | 9    | 0.333 |

Źródło: 
Zasady ustalania kolejności: 1. liczba zdobytych punktów; 2. wyższy stosunek setów; 3. wyższy stosunek małych punktów.
Punktacja: zwycięstwo – 2 pkt; porażka – 1 pkt

## Klasyfikacja końcowa
| Miejsce | Drużyna                     |
| ------- | --------------------------- |
| złoto   | Robe di Kappa Turyn         |
| srebro  | Son Amar Mallorca           |
| brąz    | Asnieres Paryż              |
| 4.      | Brother Martinus Amstelveen |